# 灵动：鬼影实录4
是一部2012年美國拾得录像超自然恐怖电影，由亨利·朱斯特及阿里尔·舒曼两人執導。這部電影於于2012年10月17日在英国戏院及IMAX同时上映，并于2012年10月18日在美国由派拉蒙影业發行上映，此片受到获得了褒贬不一的评价，但在全球賺取1.428亿美元。此外，这是午夜系列的第5集（不計《鬼影实录：东京之夜》），时间点则是在第二集的之后。

## 剧情
在2006年10月9日，克里斯蒂.雷伊及她的丈夫丹尼尔被恶魔附身住的妹妹凯蒂杀死后，凯蒂随后绑架了克里斯蒂的一岁儿子亨特。荧幕上的字幕随后显示，凯蒂和亨特的行踪至今仍然不明。
五年后的2011年11月，亚历克斯.尼尔森与其家人包括父亲道格，母亲霍莉及弟弟怀特生活在位于内华达州亨德森的富裕社区。当他们的新邻居因生病而被带往至医院后，她的儿子罗比将暂时居住在亚历克斯的家庭里。
就当某天亚历克斯正睡觉的晚上，她的男朋友本的电脑开始连接她的笔记本电脑攝影鏡頭并开始录制其睡觉的模样，他看到罗比突然爬在她床上与她一起共眠。在接下来的一天，怀亚特告诉亚历克斯关于罗比的朋友托比，但却透露除了他之外没人能看见他。在奇怪的事件发生后，亚历克斯和本决定在整个房子里安装了摄像头。在第三天晚上，奇怪的事情视乎发生了，亚历克斯从房间出来后发现了怀特的玩具排列成一直线连接到他房间的橱柜。从房间出来后，亚历克斯突然发现到了罗比告诉亚历克斯“‘它’不喜欢你看着我们”后，在客厅的枝形吊灯突然摔下并几乎杀死了她。
在第六天晚上，亚历克斯看见许多汽车停在罗比的房子外面，便打算去查看，但是被一个身着黑色礼服的陌生女人发现后跑回了家。在下一天的时候，正当怀亚特在玩着玩具车的时候，一股力量突然出现并截断了他的行走路线，但怀亚特视乎觉得很酷。怀亚特后来在亚历克斯和本进入他两的房间里时在背上露出一个绿色的符咒，并告诉他们，“我必须见到他。”亚历克斯和本学习这个符号来自一个女巫的魔咒，此符号会释放恶魔，但是必须有小男孩执行。他们了解到要完成三个仪式来释放恶魔，并需要处女的鲜血，而后亚历克斯被暗示为处女。第二天，男孩们去了罗比的家。亚历克斯也跟随他们，并被突然出现的凯蒂（来自《灵动：鬼影实录》）吓到，大概是罗比的母亲，已经从医院回来了。怀特向亚历克斯解释说，凯蒂知道他和罗比都被收养，并透露怀亚特的真名是“汉德”及说到凯蒂告诉自己将回到原本的家庭里去。第九天晚上，道格听到厨房里有吱吱嘎嘎的声音，并前往厨房查看。突然，一把菜刀落在他和相机之间时，他被吓了一跳但也开始相信亚历克斯。在下一个晚上，怀特与托比在争论有关他的真名，但他之后便愤然离开。就当他正在洗澡时，他被托比拉到水下。当他回到水面时，他似乎处于恍惚状态。在那天晚上，当亚历克斯因吃了安眠药睡着的时候，怀亚特让毯子从床上飞起来并将她悬浮在半空中。
在第十二个晚上，亚历克斯看到被恶魔附身的凯蒂偷偷溜进里头，便跑出查看。这时，她听到突然车库门打开了，便打算去关闭它。而突然门再次打开，在强大的力度下导致门倒塌并几乎杀死了她。在镜头显示中，凯蒂走进了房子，并走进怀亚特的房间并告诉他，她会等到他“准备好”。而当亚历克斯以为没事时，车库里的家庭汽车突然自动开启并开始喷出废气。亚历克斯逃离了车库并试图向她的父母展示这一事件的镜头，但镜头却被神秘地抹去了，而她的父母认为她疯了。
第二天晚上，道格和亚历克斯去吃晚饭，谈论已经发生的奇怪事件。当他们走了之后，霍莉在没有人的情况下被暴力抛向天花板，在撞击时重伤死亡，事后凯蒂把她的身体拖走了。过不久后，本过来打算见亚历克斯，但没人在家。他试图在亚历克斯的笔记本电脑上留言，但凯蒂突然出现身后并扭断了他的脖子而死亡。
当亚历克斯和道格回到家时，道格走到隔壁的房间，相信他看到了霍莉的尸体和怀亚特。亚历克斯在房间时发现了本的身体，但突然被一股力量击倒并拖到房外。她逃到凯蒂的家，但发现道格被拖出了视线。当她听到怀亚特的声音时，并在屋中搜索他。凯蒂突然出现在镜头，并恶魔般的尖叫。亚历克斯跳过窗户逃离凯蒂，意外发现怀亚特在院子里。怀亚特看向亚历克斯，但突然见到几十个女巫向她跑来。当她转身时逃跑时，凯蒂冲向了她。而相机也掉到地上，螢幕随即转黑。

## 角色
| 演員            | 角色名稱              | 備註                      |
| --------------- | --------------------- | ------------------------- |
| 凯思琳·牛顿     | 亚历克斯·尼尔森       | Alex Nelson               |
| 马特·夏夫利     | 本                    | Ben                       |
| 艾德·洛夫克     | 怀特·尼尔森/亨特·瑞尔 | Wyatt Nelson / Hunter Rey |
| 布雷迪·艾伦     | 罗比                  | Robbie                    |
| 斯蒂芬·邓纳姆   | 道格·尼尔森           | Doug Nelson               |
| 亚历克森德拉·李 | 霍莉·尼尔森           | Holly Nelson              |
| 凯蒂·菲德斯通   | 凯蒂                  | Katie                     |

## 制作

### 发展
派拉蒙影业于2012年1月2日宣布即将发行“灵动：鬼影实录4”的新电影，并透露已经开始拍摄中。但是，通告中所透露的角色信息特别少，只是透露布雷迪·艾伦将饰演名叫罗比的儿童。凯蒂·菲德斯通将重新扮演凯蒂的角色，凯蒂在前两部电影的结局中仍然有出现，但有关电影中出现的其他演员和角色都被保密。也宣布亨利·朱斯特特和阿里尔·舒曼重返电影导演。

### 拍摄
2012年6月23日，电影正式开拍 。在8月3日电影《全面回忆》的首映礼时，此电影的前导预告中发布.在在预告中显示，此电影的时间点位于第二集的之后。电影也采用了新的恐吓技术，即在电影使用笔记本电脑的网络聊天功能的视频片段。此外，电影也使用 XboxKinect，一架MacBook Pro，智能手机，Canon XA10等科技产品。

### 献辞
在电影中饰演道格·尼尔森的斯蒂芬·邓纳姆在电影杀青后不久，在2012年9月24日便因心脏病而离世，所以本片在结尾时也献辞感谢他的演出。

## 发行

### 票房
截止至2012年12月23日，此电影在北美洲的票房收入为5385万美元，其他地区的收入为8685万美元，全球总额为1亿4000万美元。
此电影的票房在午夜放映不如灵动：鬼影实录2及超自然现象3，只赚480万美元。但这依旧成为恐怖电影午夜票房的第三高，仅次于此系列的前作，即为超自然活动3（800万美元）和灵动：鬼影实录2（630万美元） 。此片在首映当天票房收入共1500万美元，低于第三部（2620万美元）和第二部（2010万美元），而在首映后的一星期下来总票房则达到了2900万美元。

## 反响
在烂番茄评论上，根据103条评论，该片的支持率为24％，平均评分为4.3 / 10，表示评价为负。该网站的重要共识写道：“虽然此片确实能够从令人惊讶以久下中榨出更多的尖叫声，但为该系列的粉丝沮丧，也造成了收益递减。”而在Metacritic中，此片在22条评论中获得了40（满分100分）的成绩，获得了“好坏参半”的综合评论。

## 外部連結
- 互联网电影数据库（IMDb）上《灵动：鬼影实录4》的资料（英文）
- Box Office Mojo上《灵动：鬼影实录4》的資料（英文）